# Tragocephala nobilis
Tragocephala nobilis es una especie de escarabajo longicornio del género Tragocephala, subfamilia Lamiinae. Fue descrita científicamente por Fabricius en 1787.
Se distribuye por Angola, Benín, Costa de Marfil, Liberia, Malaui, Nigeria, Uganda, República Democrática del Congo, Senegal, Sierra Leona, Chad y Togo. Posee una longitud corporal de 11,5-20 milímetros. El período de vuelo de esta especie ocurre en los meses de enero, marzo, abril, mayo, junio, agosto, septiembre, octubre, noviembre y diciembre.
Parte de su alimentación se compone de plantas de las familias Amaranthaceae, Simaroubaceae, las subfamilias Caesalpinioideae, Sterculioideae, Mimosoideae, entre otras.